# ميانمار وأسلحة الدمار الشامل
يُشتَبه على نطاق واسع بأن بورما (ميانمار) قد بدأت برنامجًا للأسلحة النووية. إذا وُجِد مثل هذا البرنامج، فإن الموارد التقنية والمالية المحدودة لبورما قد تجعل نجاحه أمرًا بالغ الصعوبة.
واجهت بورما اتهامات مستمرة باستخدام الأسلحة الكيميائية؛ ومع ذلك، ذكرت مبادرة التهديد النوويّ (إن تي آي) أنه «لا يوجد دليل يشير إلى أن ميانمار لديها برنامج أسلحة كيميائية». بورما عضو في معاهدات الحد من انتشار الأسلحة النووية، لا الكيميائية ولا البيولوجية.

## الأسلحة الكيميائية
جاءت أول إشارة علنية لاحتمالية امتلاك بورما أسلحةً كيميائية في شهادة ألقاها أمام الكونغرس الأمريكي عام 1991 لواءُ البحرية توماس بروكس، مدير الاستخبارات البحرية في البحرية الأمريكية، وفيها أُدرجت بورما في قائمة الدول التي «قد تمتلك» أسلحة كيميائية. ومع ذلك، أبعدت الولايات المتحدة بورما من قائمة الدول التي لديها برامج أسلحة كيميائية عام 1993.
أبلغ المصور الصحفي البلجيكي تيري فاليز عام 2005 عن تحدثه إلى هاربَين من الجيش البورمي « أُبلِغا خلال فترة خدمتهما أن يتخذا احتياطات خاصة لأنهم يتعاملان مع قذائف كيميائية». وصف الهاربان رؤية جنود المدفعية يرتدون أقنعة وقفازات لإطلاق الذخيرة. في تقرير منفصل من نفس العام، أبلغ الدكتور مارتن بانتر، وهو طبيب ورئيس منظمة التضامن المسيحي العالمي، عن علاج إصابات للمتمردين الكارينيين المناهضين للحكومة «تتفق مع حدوث هجوم كيماوي»، وادعى «وجود دليل قوي بالقرينة على استخدام المواد الكيميائية، وخاصة غازات الأعصاب، والغازات الخانقة، وربما الغازات الحارقة». ردًا على تقرير منظمة التضامن المسيحي العالمي، أنكرت الحكومة البورمية استخدام الأسلحة الكيميائية. ذكرت مبادرة التهديد النوويّ (إن تي آي) أنه «دون مزيد من الاستقصاء، ليس من الواضح ما إذا كانت التقارير تشير إلى غازات مُعترف بها أسلحةً كيميائية بموجب القانون الدولي أو إلى الغازات المُستخدمَة في مكافحة الشغب؛ والأخيرة هي الأرجح».
في يناير عام 2014، ذكرت يونيتي ويكلي، وهي مجلة بورمية، أن بورما كانت تصنِّع أسلحة كيميائية. وادعت أن الجيش استولى على مئات الهكتارات من الأراضي لبناء مصنع للأسلحة الكيميائية في منطقة ماغوي ببورما، ونقلت عن العمال في المصنع الذين قالوا إنه ينتج أسلحة كيميائية. زعمت المجلة أيضًا أن فنيين صينيين قد شوهدوا في جميع أنحاء المصنع. ردًا على ذلك، حكمت الحكومة البورمية على رئيس يونيتي ويكلي، بالإضافة إلى أربعة من صحفييها، بالسجن مدة 10 سنوات مع الأشغال الشاقة بموجب قوانين التجسس التي تعود إلى الحقبة الاستعمارية. تدعي الحكومة البورمية أن المصنع ينتج «معدات عسكرية» لكنه لا ينتج أسلحة كيميائية. لا يزال الخبراء الأمنيون غير مقتنعين بأن المنشأة في ماغوي تُستخدَم لإنتاج أسلحة كيميائية، لكن البعض، ومنهم الصحفي البارز برتيل لينتنر، يشيرون إلى أن الموقع مرتبط ببرنامج سري تابع لكوريا الشمالية لتطوير أجزاء الصواريخ.
وقعت بورما على معاهدة حظر الأسلحة الكيميائية عام 1993 وصدّقت عليها عام 2015.

## الأسلحة النووية
في عام 2007، عقدت روسيا وبورما صفقة مركز أبحاث نووي مثيرة للجدل. وفقًا لهم، «تألف المركز من مفاعل ماء خفيف بقوة 10 ميغاواط يعمل على اليورانيوم-235 المخصّب بنسبة 20%، ومختبر لتحليل التنشيط، ومختبر لإنتاج النظائر الطبية، ونظام تنشيط السيليكون، ومَرافق معالجة النفايات النووية ودفنها».
وفقًا لتقرير نُشِر في أغسطس عام 2009 في سيدني مورنينغ هيرالد، عملت بورما على تطوير سلاح نووي بحلول عام 2014. تتضمن الجهود المُبلغ عنها، والتي يُزعم أنها قد بُذلت بمساعدة من كوريا الشمالية، بناء مفاعل نووي ومَرافق استخلاص البلوتونيوم في كهوف محفورة في جبل في ناونغ لانغ، وهي قرية في منطقة ماندالاي. أُخذت المعلومات الواردة في قصة الصحيفة كما ذكرت التقارير عن اثنين من كبار المنشقين استقرّا في أستراليا.
في 3 يونيو عام 2010، وجد تحقيق استقصائي مدته خمس سنوات أجرته هيئة إذاعة مناهضة للحكومة من ميانمار، وهي صوت بورما الديمقراطي (دي في بي)، أدلةً تشير إلى أن النظام العسكري في البلاد بدأ برنامجًا لتطوير أسلحة نووية. قالت «دي في بي» إن الدليل على برنامج ميانمار النووي جاء من وثائق سرية جدًا هُربت خارج البلاد على مدار عدة سنوات، بما في ذلك مئات الملفات وغيرها من الأدلة التي قدمها ساي ثاين وين، وهو رائد سابق في جيش ميانمار. ذكر تقريرٌ للأمم المتحدة أن هناك أدلة على أن كوريا الشمالية كانت تصدر التكنولوجيا النووية إلى بورما وإيران وسوريا.
بناءً على أدلة وين، قال روبرت كيلي، مفتش أسلحة سابق، إنه يعتقد أن بورما «لديها نية لامتلاك أسلحة نووية وأنها ... تنفق موارد ضخمة في الطريق إلى ذلك». ولكن اعتبارًا من عام 2010، قال الخبراء إن بورما بعيدة جدًا عن النجاح، بالنظر إلى رداءة موادها الحالية. رغم تحليل كيلي، فإن بعض الخبراء غير واثقين من وجود برنامج أسلحة نووية؛ على سبيل المثال، يلاحظ معهد العلوم والأمن الدولي غموضًا بشأن ما إذا كانت بعض المعدات تُستخدم لإنتاج اليورانيوم، أو تُستخدم ببراءةٍ لإنتاج «المعادن الأرضية النادرة أو المعادن مثل التيتانيوم أو الفاناديوم». أعربت الولايات المتحدة عن قلقها بشأن الانتهاكات المحتملة لمعاهدة الحد من انتشار الأسلحة النووية، ولكن بحلول عام 2012، ذكرت أن مخاوفها قد «تبدّدت جزئيًا».